# Into the Arms of Strangers: Stories of the Kindertransport
Pour plus de détails, voir Fiche technique et Distribution.
Into the Arms of Strangers: Stories of the Kindertransport (Les Chemins de la liberté) (littéralement « dans les bras d'étrangers : histoires du Kindertransport ») est un film documentaire américain réalisé par Mark Jonathan Harris en 2000. 

## Synopsis
Le documentaire raconte l'histoire de l'opération humanitaire Kindertransport (littéralement "transport d'enfants") menée par la Grande-Bretagne 9 mois avant le début de la Seconde Guerre mondiale et qui permit de sauver 10 000 enfants juifs.

## Distinctions
Le film obtient l'Oscar du meilleur film documentaire l'année de sa sortie et est inscrit en 2014 au National Film Registry pour être conservé à la bibliothèque du Congrès.